# Imane Khelif
Imane Khelif (ur. 2 maja 1999 w Tijaracie) – algierska bokserka, mistrzyni olimpijska, wicemistrzyni świata z 2022 roku. Reprezentantka Algierii na Letnich Igrzyskach Olimpijskich w Tokio i Paryżu.

## Kariera
W 2018 roku po raz pierwszy wzięła udział w Mistrzostwa Świata w Boksie Kobiet w Nowym Delhi; odpadła w drugiej rundzie. W 2020 roku uczestniczyła w Igrzyskach w Tokio; zajęła 5 miejsce, przegrywając w ćwierćfinale z reprezentantką Irlandii Kellie Harrington. W 2022 roku podczas Mistrzostw Świata w Boksie Kobiet w Stambule zdobyła srebrny medal, przegrywając w finale z reprezentantką Irlandii Amy Broadhurst.
W 2023 roku, podczas mistrzostw świata w Nowym Delhi, IBA zdyskwalifikowała zawodniczkę z powodu nieprzejścia testu płci. Powołując się na przeprowadzone badania, stowarzyszenie nie podało, jaki dokładnie test przeprowadzono oraz jakiej metodologii w nim użyto. Prezes organizacji IBA, rosyjski działacz sportowy Umar Kremlow, stwierdził, że bokserka posiada chromosom Y, nie przedstawił jednak źródła na potwierdzenie swojego twierdzenia. Między innymi ze względu na skandale związane z sędziami i korupcję, MKOl wykluczył IBA z grona uznanych oficjalnie organizacji.

## Odznaczenia
- W 2024 roku została odznaczona Krzyżem Komandorskim Narodowego Orderu Zasługi[11].